# Dustin Moskovitz
Dustin Aaron Moskovitz (Gainesville, Florida, 22 de mayo de 1984) es un empresario estadounidense de la industria del Internet.
Es conocido principalmente por haber sido uno de los fundadores de la red social Facebook, junto con Mark Zuckerberg, Eduardo Saverin, Andrew McCollum y Chris Hughes. Después de abandonar Facebook en 2008, creó la aplicación de administración de proyectos Asana junto con Justin Rosenstein.
En octubre de 2010 la revista Forbes clasificó a Moskovitz como el más joven multimillonario del mundo sobre la base de su participación en Facebook; de hecho, es ocho días menor de edad que Zuckerberg. En septiembre de 2010, Forbes 400 estimó que su valor neto había aumentado a 1,4 mil millones de dólares con respecto al año anterior, debido a que el valor de las acciones en Facebook aumentó con la creciente valoración económica de la empresa, estimada en 6 mil millones de dólares.

## Primeros años
Moskovitz nació en Gainesville, Florida, aunque creció en Ocala, Florida. Sólo es ocho días más joven que Zuckerberg, compañero con el que fundaría Facebook tiempo después. Asistió a la Vanguard High School, en donde cursó el Programa del Diploma del Bachillerato Internacional. se mudó con Zuckerberg a Palo Alto. Ahí ambos comenzaron a desarrollar conjuntamente el proyecto que pasaría a ser Facebook.

## Trayectoria

### Facebook
Cuatro individuos, de los cuales tres eran compañeros de cuarto (Mark Zuckerberg, Eduardo Saverin, Chris Hughes, y Dustin Moskovitz) fundaron Facebook en su dormitorio de Harvard, en febrero de 2004. Al principio denominaron su proyecto «thefacebook.com», y no tenían pensado utilizarlo como una red social masiva, sino como un simple directorio en línea de uso exclusivo para los estudiantes de Harvard a manera de herramienta de comunicación entre ellos. En junio de 2004, Zuckerberg, Hughes y Moskovitz decidieron abandonar sus estudios universitarios por un año, con tal de trasladarse a otro edificio en donde pudiesen operar Facebook, en Palo Alto, California. Contrataron a ocho empleados. Sean Parker se integró después al equipo original. En Facebook, Moskovitz trabajó como ejecutivo líder del área tecnológica de la empresa así como vicepresidente de ingeniería; como tal, coordinaba al equipo técnico y supervisaba la estructura y diseño principal del sitio web, además de ser responsable del área de desarrollo para la aplicación móvil.

### Después de Facebook
El 3 de octubre de 2008, Moskovitz anunció que dejaba Facebook para fundar una nueva empresa llamada Asana, junto con Rosenstein, empleado del sector de ingeniería de Facebook. Para entonces, el joven era también el principal inversor del sitio móvil para compartir fotografías Path, la cual era dirigida por otro empleado de Facebook, David Morin. Algunos medios como Techcrunch.com reportaron que los consejos de Moskovitz fueron indispensables para que Morin rechazara una oferta de 100 millones USD hecha por Google en febrero de 2011, en su intento por adquirir Path.

## Filantropía

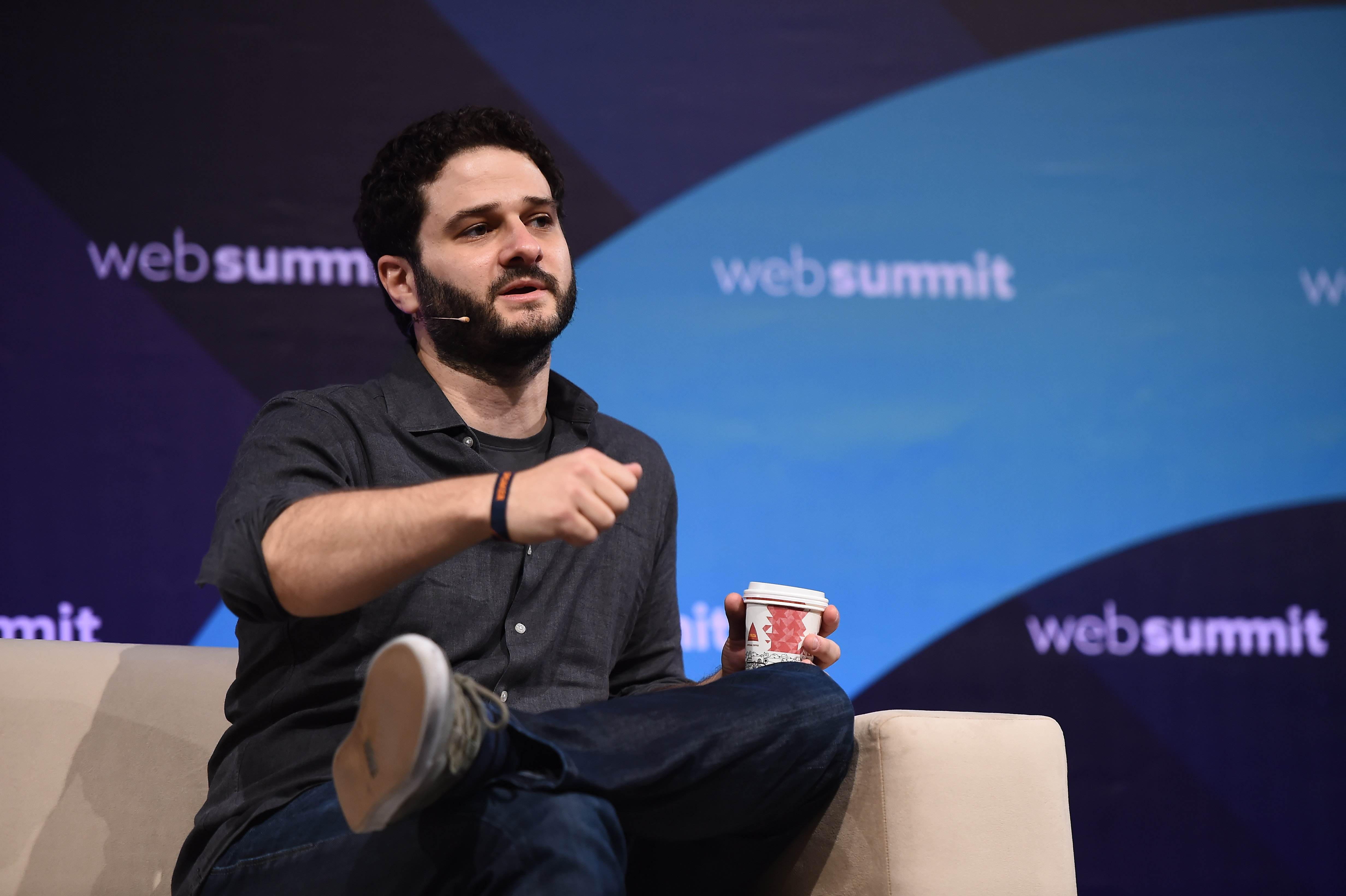
Web Summit 2017 - El monstruo del SaaS

Moskovitz es también cofundador de la organización filantrópica Good Ventures, junto con su esposa Cari Tuna, establecida en 2011. En junio de 2012, Good Ventures anunció un acuerdo con la organización de caridad GiveWell. Ambas organizaciones se identifican con los objetivos del altruismo eficaz.

## En la cultura popular
En la película The social network, es interpretado por el actor Joseph Mazzello. Respecto a una pregunta que le hicieron sobre dicha producción, Moskovitz dijo que la película "detalla cosas que son irrelevantes (como los hermanos Winklevoss, a quienes jamás conocí y que no tuvieron nada que ver con nuestro trabajo en Facebook en los pasados seis años) y deja de lado cosas que sí son importantes (como todas esas personas en nuestras vidas personales en ese instante, y que nos apoyaron de varias maneras)".